# جائزة الكرة الذهبية 1963
جائزة الكرة الذهبية 1963، جائزة سنوية تُعطى لأفضل لاعب كرة القدم في العالم من طرف مجلة فرانس فوتبول الفرنسية، كما تقرره لجنة دولية من الصحفيين الرياضيين، وفاز بالجائزة في 1963 اللاعب السوفيتي ليف ياشين لاعب دينامو موسكو. ويعتبر أول حارس مرمى يفوز بالجائزة، وكذلك أول سوفيتي وروسي يفوز بالجائزة.

## الترتيب
| الترتيب | اللاعب      | النادي         | الجنسية          | النقاط |
| ------- | ----------- | -------------- | ---------------- | ------ |
| 1       | ليف ياشين   | دينامو موسكو   | الاتحاد السوفيتي | 73     |
| 2       | جاني ريفيرا | إيه سي ميلان   | إيطاليا          | 55     |
| 3       | جيمي غريفز  | توتنهام هوتسبر | إنجلترا          | 50     |